# ФК Скопие
ФК Скопие (на македонски: ФК Скопје) е македонски футболен клуб от град Скопие.

## История
Основан е през 1960 г. под името ФК МИК след обединение на ФК Металец и  ФК Индустриялец.

## Български футболисти
- Ивайло Аспарухов: 1996/97